# Gianluca Frabotta
Gianluca Frabotta, né le 24 juin 1999 à Rome, est un footballeur italien qui évolue au poste d'arrière gauche au Cesena FC.

## Biographie

### En club
Formé à Bologne, Frabotta connait ses premiers matchs en professionnel grâce à Roberto Donadoni lors de la saison 2016-2017, avant de partir en prêt lors des deux saisons suivantes, en Série C puis Série B. 
Ayant rejoint le Juve en 2019, il y fait ses débuts le 1er août 2020 lors d'un match de Série A contre l'AS Rome, étant titularisé au poste de Piston.

### En sélection
Lors de ses années au Bologne FC, le jeune Gianluca connait les sélections italiennes des moins de 18 ans et moins de 19 ans, accédant aussi à la catégorie des moins de 20 ans après son arrivée à Turin.

## Palmarès
Juventus
- Championnat d'Italie (1) : 
  - Champion : 2019-20.